# Stenamma kurilense
Stenamma kurilense är en myrart som beskrevs av Arnol'di 1975. Stenamma kurilense ingår i släktet Stenamma och familjen myror. Inga underarter finns listade i Catalogue of Life.